# 丹波国造
丹波国造（たんばのくにのみやつこ）は、後の令制国の丹波国および但馬国と丹後国、現在の京都府中部および北部から兵庫県北部と中部東辺に加え大阪府の一部に相当する地域を支配した国造。

## 概要
『先代旧事本紀』の巻十『国造本紀』によれば、成務天皇の時代、尾張連同祖の建稲根命の4世孫にあたる大倉岐命を国造に定めたことに始まるとされる。なお京都府宮津市の籠神社に伝わる国宝海部氏系図には、その16代目に大倉岐命の名が記されているという。
丹波国造の領域の南部にある亀岡盆地は太古は大きな湖であり、風が吹くと美しい丹色の波が立ったところから、このあたりを丹のうみ・丹波と呼ぶようになったとされている。出雲神話で有名な大国主命が亀岡と嵐山の間にある渓谷を切り開いて水を流し土地を干拓して、切り開いた渓谷を妻神「三穂津姫命」の名前にちなみ「保津川・保津峡」と名付けたという伝説も残っており、出雲大神宮（亀岡市千歳町）の祭神となっている。事実、湖だったことを示す地層も明らかになっている。真偽は不明だが、5世紀に秦氏が亀岡市域の桂川の治水工事を行ったため、この辺りの桂川は大堰川と呼ばれているという。
6世紀ころには「丹波」の名のつく女性が天皇の后になっており、古くから丹波の名称があったとされている。

### 氏神など
- 籠神社

### 子孫
- 海部氏

籠神社の社家は現在も海部氏であり、現宮司は第82代丹波国造を称している。